# راندي جاربر (سياسي)
راندي جاربر (بالإنجليزية: Randy Garber)‏ هو سياسي أمريكي، ولد في 27 فبراير 1951. حزبياً، نشط في الحزب الجمهوري. وقد انتخب عضو مجلس نواب كنساس.

## وصلات خارجية
- الموقع الرسمي